# Maxillaria colemanii
Maxillaria colemanii là một loài thực vật có hoa trong họ Lan. Loài này được Carnevali & Fritz mô tả khoa học đầu tiên năm 2000.